# Championnat d'Angleterre de football de deuxième division 1999-2000
Navigation
Édition précédente Édition suivante
La saison 1999-2000 de Football League First Division est la 97e édition de la deuxième division anglaise et la huitième sous l'appellation Football League First Division.
Les vingt-quatre clubs participants au championnat sont confrontés à deux reprises aux vingt-trois autres pour un total de 552 matchs. La saison régulière démarre en août 1999 et se termine en mai 2000, les barrages de promotion se jouant par la suite. À la fin de la saison, le premier et le deuxième sont promus en Premier League et les quatre suivants s'affrontent en barrages. Les trois derniers sont quant à eux relégués en Football League Second Division.
Charlton Athletic remporte le championnat et est promu directement comme le vice-champion, Manchester City. Ipswich Town s'impose lors des barrages de promotion et est le troisième promu.

## Compétition

### Classement
Le classement est établi sur le barème de points classique (victoire à 3 points, match nul à 1, défaite à 0).
Pour départager les égalités, on tient d'abord compte du nombre de buts marqués, puis du nombre de buts encaissés.
| Rang | Équipe                  | Pts | J  | G  | N  | P  | Bp | Bc | Diff |
| ---- | ----------------------- | --- | -- | -- | -- | -- | -- | -- | ---- |
| 1    | Charlton Athletic R     | 91  | 46 | 27 | 10 | 9  | 79 | 45 | +34  |
| 2    | Manchester City P       | 89  | 46 | 26 | 11 | 9  | 78 | 40 | +38  |
| 3    | Ipswich Town            | 87  | 46 | 25 | 12 | 9  | 71 | 42 | +29  |
| 4    | Barnsley FC             | 82  | 46 | 24 | 10 | 12 | 88 | 67 | +21  |
| 5    | Birmingham City         | 77  | 46 | 22 | 11 | 13 | 65 | 44 | +21  |
| 6    | Bolton Wanderers        | 76  | 46 | 21 | 13 | 12 | 69 | 50 | +19  |
| 7    | Wolverhampton Wanderers | 74  | 46 | 21 | 11 | 14 | 64 | 48 | +16  |
| 8    | Huddersfield Town       | 74  | 46 | 21 | 11 | 14 | 62 | 49 | +13  |
| 9    | Fulham FC P             | 67  | 46 | 17 | 16 | 13 | 49 | 41 | +8   |
| 10   | Queens Park Rangers     | 66  | 46 | 16 | 18 | 12 | 62 | 53 | +9   |
| 11   | Blackburn Rovers R      | 62  | 46 | 15 | 17 | 14 | 55 | 51 | +4   |
| 12   | Norwich City            | 57  | 46 | 14 | 15 | 17 | 45 | 50 | -5   |
| 13   | Tranmere Rovers         | 57  | 46 | 15 | 12 | 19 | 57 | 68 | -11  |
| 14   | Nottingham Forest R     | 56  | 46 | 14 | 14 | 18 | 53 | 55 | -2   |
| 15   | Crystal Palace          | 54  | 46 | 13 | 15 | 18 | 57 | 67 | -10  |
| 16   | Sheffield United        | 54  | 46 | 13 | 15 | 18 | 59 | 71 | -12  |
| 17   | Stockport County        | 54  | 46 | 13 | 15 | 18 | 55 | 67 | -12  |
| 18   | Portsmouth FC           | 51  | 46 | 13 | 12 | 21 | 55 | 66 | -11  |
| 19   | Crewe Alexandra         | 51  | 46 | 14 | 9  | 23 | 46 | 67 | -21  |
| 20   | Grimsby Town            | 51  | 46 | 13 | 12 | 21 | 41 | 67 | -26  |
| 21   | West Bromwich Albion    | 49  | 46 | 10 | 19 | 17 | 43 | 60 | -17  |
| 22   | Walsall FC P            | 46  | 46 | 11 | 13 | 22 | 52 | 77 | -25  |
| 23   | Port Vale               | 36  | 46 | 7  | 15 | 24 | 48 | 69 | -21  |
| 24   | Swindon Town            | 36  | 46 | 8  | 12 | 26 | 38 | 77 | -39  |

Promotions
- 1er et 2e : promotion en Premier League
- 3e à 6e : barrages de promotion

Relégations
- 22e à 24e : relégation en Football League Second Division

Abréviations
- R : Relégués de Premier League
- P : Promus de Football League Second Division

### Barrages de promotion
|  | Demi-finales | Demi-finales     | Demi-finales | Demi-finales |              |              | Finale | Finale | Finale | Finale |
|  |              |                  |              |              |              |              |        |        |        |        |
|  |              |                  |              |              |              |              |        |        |        |        |
|  | 3            | Ipswich Town     | 2            | 5 ap         |              |              |        |        |        |        |
|  | 3            | Ipswich Town     | 2            | 5 ap         |              |              |        |        |        |        |
|  | 6            | Bolton Wanderers | 2            | 3            |              |              |        |        |        |        |
|  | 6            | Bolton Wanderers | 2            | 3            | Ipswich Town | Ipswich Town | 4      | 4      |        |        |
|  |              |                  |              |              | Ipswich Town | Ipswich Town | 4      | 4      |        |        |
|  |              |                  | Barnsley FC  | Barnsley FC  | 2            | 2            |        |        |        |        |
|  | 4            | Barnsley FC      | Barnsley FC  | Barnsley FC  | 2            | 2            | 4      | 1      |        |        |
|  | 4            | Barnsley FC      |              |              |              |              |        | 1      |        |        |
|  | 5            | Birmingham City  | 0            | 2            |              |              |        |        |        |        |
|  | 5            | Birmingham City  | 0            | 2            |              |              |        |        |        |        |

Ipswich Town remporte la finale et est promu en Premier League.